# Hine e Hine
Hine E Hine ist ein neuseeländisches, auf Māori gesungenes Wiegenlied.
Das Lied wurde von der Māoriprinzessin Te Rangi Pai (geb. Fanny Rose Porter, 1868–1916) im Jahre 1907 verfasst.
Eine Instrumentalversion wurde 1979 bis 1994 vom zweiten Programm des neuseeländischen Fernsehens vor dem täglichen Sendeschluss gesendet.
Es wurde mit über 40 Versionen häufiger auf CD veröffentlicht als Neuseelands "inoffizielle Nationalhymne" Pokarekare Ana.

## Text und Melodie
E tangi ana koe

Hine e hine

Kua ngenge ana koe

Hine e hine.

Kāti tō pōuri rā

Noho i te aroha

Te ngākau o te Matua

Hine e hine.
Du weinst

kleines Mädchen, Liebling,

du bist müde,

kleines Mädchen, Liebling.

Sei nicht länger traurig,

es gibt Liebe für dich

im Herzen deines Vaters,

kleines Mädchen, Liebling.
Nach: Prinzessin Te Rangi Pai: A Maori Slumber Song – Hine E Hine. Beal, Stuttard & Co., London 1914 (englisch, govt.nz).